# Сенаго
Сенаго (итал. Senago) је насеље у Италији у округу Милано, региону Ломбардија.
Према процени из 2011. у насељу је живело 20620 становника. Насеље се налази на надморској висини од 167 м.

## Становништво
Према резултатима пописа становништва 2011. у општини је живело 20.914 становника.
| 1931. | 1936. | 1951. | 1961.  | 1971.  | 1981.  | 1991.  | 2001.  | 2011.  |
| ----- | ----- | ----- | ------ | ------ | ------ | ------ | ------ | ------ |
| 3.852 | 4.025 | 5.485 | 11.392 | 16.844 | 17.556 | 18.203 | 18.899 | 20.914 |